# Laurelgrottorna

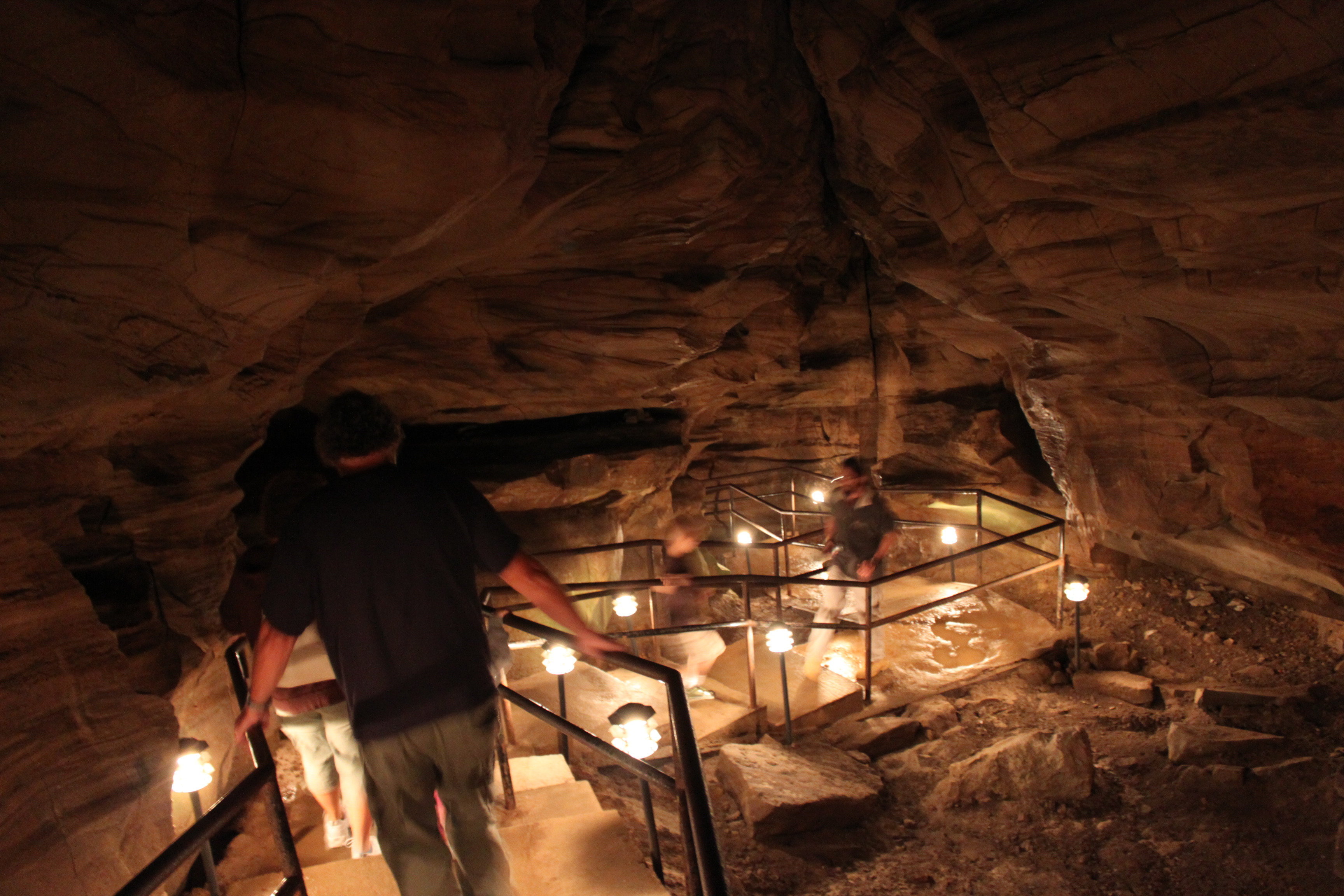

Laurelgrottorna, tidigare känt som Dulaneys Grotta och Laurelbacken är den största grottan i delstaten Pennsylvania i USA. Den ligger nära Uniontown i Fayette County.
Grottan har varit känd sedan 1700-talet, och troligen användes den av indianerna innan dess. Många olika sorters fladdermöss håller till i grottan och temperaturen ligger alltid på 12°C året om.
Eftersom grottan lutar såpass skapar den intressanta optiska illusioner, där hjärnan underminerar lutningen, vilket kan resultera i att olika saker och ting ser ut att "rulla uppåt", från jordens tyngdpunkt.